# Simulium urbanum
Simulium urbanum es una especie de insecto del género Simulium, familia Simuliidae, orden Diptera.

## Taxonomía
Fue descrita científicamente por Davies, 1966.